# Lincoln Corrêa dos Santos
Lincoln Corrêa dos Santos (Serra, 16 dicembre 2000) è un calciatore brasiliano, attaccante dell'Athletic in prestito dall'Altach.

## Caratteristiche tecniche
È un centravanti abile nel calciare i rigori, molto veloce e che può svariare tutto il fronte d'attacco giocando anche sugli esterni.
Nel dicembre del 2017 è stato inserito da The Guardian tra i migliori 60 talenti della sua generazione.

## Carriera

### Club

#### Flamengo
Cresciuto nelle giovanili del Flamengo, ha esordito il 19 novembre 2017 in occasione del match vinto 3-0 contro il Corinthians. Non si impone come titolare, ma si rivela sempre un buon subentrante a gara in corso per il club brasiliano. Il 1º agosto 2018 segna il goal del pareggio nei minuti di recupero contro il Gremio in Copa do Brasil per 1-1, nella stessa stagione vince la Copa Libertadores. Nelle due stagioni vince entrambi i campionati totalizzando 4 reti e 3 assist in Serie a.

#### Vissel Kobe e prestito al Cruzeiro
Il 20 Gennaio 2021 viene acquistato dal Vissel Kobe per 2,5 milioni di euro,dove gioca per una stagione per poi passare in prestito al Cruzeiro. Nella breve parentesi in patria totalizza 9 presenze con 1 goal e 2 assist, contribuendo alla vittoria del campionato brasiliano di serie B.

#### Ritorno al Vissel Kobe
Rientra dal prestito nella stagione 2023-2024 dove colleziona 10 presenze e segna 4 goal, contribuendo da subentrante alla vittoria della J1 League, aumentando così il suo vasto palmares internazionale.

#### Arrivo in Europa: Altach
Il 18 aprile 2024, dopo esser svincolato dal Vissel Kobe, firma per l'Altach un contratto fino al 30 giugno 2026 con possibile opzione per prolungare per un'ulteriore stagione.

### Nazionale
Nel 2017 vince con il Brasile under 17 il campionato sudamericano di calcio.
Nel 2018 viene convocato con il Brasile under 20.

## Statistiche

### Presenze e reti nei club
Statistiche aggiornate al 3 dicembre 2023.
| Stagione           | Squadra            | Campionato         | Campionato | Campionato | Coppe nazionali | Coppe nazionali | Coppe nazionali | Coppe continentali | Coppe continentali | Coppe continentali | Altre coppe | Altre coppe | Altre coppe | Totale | Totale | Totale |
| Stagione           | Squadra            | Comp               | Pres       | Reti       | Comp            | Pres            | Reti            | Comp               | Pres               | Reti               | Comp        | Pres        | Reti        | Pres   | Reti   |        |
| ------------------ | ------------------ | ------------------ | ---------- | ---------- | --------------- | --------------- | --------------- | ------------------ | ------------------ | ------------------ | ----------- | ----------- | ----------- | ------ | ------ | ------ |
| 2017               | Flamengo           | A/RJ+A             | 0+3        | 0          | CB              | 0               | 0               | CL+CS              | 0+1                | 0                  | PL          | 0           | 0           | 4      | 0      |        |
| 2018               | Flamengo           | A/RJ+A             | 6+9        | 1+0        | CB              | 3               | 1               | CL                 | 4                  | 0                  | -           | -           | -           | 22     | 2      |        |
| 2019               | Flamengo           | A/RJ+A             | 2+11       | 0+3        | CB              | 2               | 0               | CL                 | 1                  | 0                  | Cmc         | 1           | 0           | 17     | 3      |        |
| 2020               | Flamengo           | A/RJ+A             | 1+14       | 0+1        | CB              | 2               | 0               | CL                 | 3                  | 2                  | SB+RS       | 0           | 0           | 20     | 3      |        |
| Totale Flamengo    | Totale Flamengo    | Totale Flamengo    | 9+37       | 1+4        |                 | 7               | 1               |                    | 9                  | 2                  |             | 1           | 0           | 63     | 8      |        |
| 2021               | Vissel Kōbe        | J1                 | 13         | 1          | CG+CdL          | 0+5             | 0               | -                  | -                  | -                  | -           | -           | -           | 18     | 1      |        |
| gen.-ago. 2022     | Vissel Kōbe        | J1                 | 8          | 0          | CG+CdL          | 1+0             | 0               | ACL                | 4                  | 3                  | -           | -           | -           | 13     | 3      |        |
| ago.-dic. 2022     | Cruzeiro           | B                  | 9          | 1          | -               | -               | -               | -                  | -                  | -                  | -           | -           | -           | 9      | 1      |        |
| 2023               | Vissel Kōbe        | J1                 | 5          | 0          | CG+CdL          | 1+4             | 2+2             | -                  | -                  | -                  | -           | -           | -           | 10     | 4      |        |
| Totale Vissel Kōbe | Totale Vissel Kōbe | Totale Vissel Kōbe | 26         | 1          |                 | 11              | 4               |                    | 4                  | 3                  |             | -           | -           | 41     | 8      |        |
| Totale carriera    | Totale carriera    | Totale carriera    | 81         | 7          |                 | 18              | 5               |                    | 13                 | 5                  |             | 1           | 0           | 113    | 17     |        |

### Cronologia presenze e reti in nazionale
| Cronologia completa delle presenze e delle reti in nazionale ― Brasile under 20 | Cronologia completa delle presenze e delle reti in nazionale ― Brasile under 20 | Cronologia completa delle presenze e delle reti in nazionale ― Brasile under 20 | Cronologia completa delle presenze e delle reti in nazionale ― Brasile under 20 | Cronologia completa delle presenze e delle reti in nazionale ― Brasile under 20 | Cronologia completa delle presenze e delle reti in nazionale ― Brasile under 20 | Cronologia completa delle presenze e delle reti in nazionale ― Brasile under 20 | Cronologia completa delle presenze e delle reti in nazionale ― Brasile under 20 |
| Data                                                                            | Città                                                                           | In casa                                                                         | Risultato                                                                       | Ospiti                                                                          | Competizione                                                                    | Reti                                                                            | Note                                                                            |
| ------------------------------------------------------------------------------- | ------------------------------------------------------------------------------- | ------------------------------------------------------------------------------- | ------------------------------------------------------------------------------- | ------------------------------------------------------------------------------- | ------------------------------------------------------------------------------- | ------------------------------------------------------------------------------- | ------------------------------------------------------------------------------- |
| 19-1-2019                                                                       | Rancagua                                                                        | Colombia under 20                                                               | 0 – 0                                                                           | Brasile under 20                                                                | Sudamericano Sub-20 2019 - 1º turno                                             | -                                                                               |                                                                                 |
| 21-1-2019                                                                       | Rancagua                                                                        | Brasile under 20                                                                | 2 – 1                                                                           | Venezuela under 20                                                              | Sudamericano Sub-20 2019 - 1º turno                                             | -                                                                               | 90’                                                                             |
| 23-1-2019                                                                       | Rancagua                                                                        | Cile under 20                                                                   | 1 – 0                                                                           | Brasile under 20                                                                | Sudamericano Sub-20 2019 - 1º turno                                             | -                                                                               | 27’                                                                             |
| 25-1-2019                                                                       | Rancagua                                                                        | Brasile under 20                                                                | 1 – 0                                                                           | Bolivia under 20                                                                | Sudamericano Sub-20 2019 - 1º turno                                             | 1                                                                               | 25’ (rig.) 79’                                                                  |
| Totale                                                                          |                                                                                 | Presenze                                                                        | 4                                                                               |                                                                                 | Reti                                                                            | 1                                                                               |                                                                                 |

## Palmarès

### Club

#### Competizioni statali
- Campionato Carioca: 2

Flamengo: 2019, 2020

#### Competizioni nazionali
- Campionato brasiliano: 1

Flamengo 2019
- Supercoppa del Brasile: 1

Flamengo: 2020
- Campionato giapponese: 1

Vissel Kōbe: 2023

### Competizioni internazionali
- Coppa Libertadores: 1

Flamengo: 2019
- Recopa Sudamericana: 1

Flamengo: 2020

### Nazionale
- Campionato sudamericano Under-17: 1

2017